# Борисова Дана Олександрівна
Дана́ Олекса́ндрівна Бори́сова (нар. 13 червня 1976, Мозир, БРСР) — російська телеведуча. Нагороджена почесною грамотою керівництва Міністерства оборони Росії «За успіхи у справі патріотичної пропаганди». Підтримує путінський режим та війну Росії проти України.
З 7 січня 2023 року перебуває під санкціями РНБО за антиукраїнську діяльність.

## Життєпис
Народилася 1976 року. Незабаром її сім'я переїхала в Норильськ. 
Навчаючись у школі, кілька років працювала дикторкою в Норильській ДТРК, вела молодіжну передачу.
У 1993 вступила на факультет журналістики МДУ, в тому ж році, вигравши конкурс, стала ведучою програми «Армійський магазин». Навчання в МДУ не закінчила, брала академічну відпустку, переводилася на вечірнє відділення, але також не закінчила.
1996 — 20-річна першою з російських телеведучих приймає пропозицію журналу «Playboy» взяти участь у зйомках (з'явилася на обкладинці в лютому 1997 року). Зйомка провідної військової програми для цього журналу стала приводом для службового розслідування, яке проводило Міністерство оборони за вказівкою тодішнього Міністра оборони Ігоря Родіонова.
1997 — покидає програму «Армійський магазин».
2002 — визнана найпопулярнішою дівчиною російського Інтернету. 
У серпні 2003 року, після участі в проєкті «Останній герой» продюсерка Лариса Кривцова запросила її на роль співведучої в шоу «Місто жінок» («Перший канал»).
2003 — взяла участь в програмах «Останній герой» та «Місто жінок» (Перший канал). 2005 — ведуча програми «принцип доміно» (НТВ)
У 2006 році дебютувала в кіно в епізодичній ролі у фільмі «Ведмеже полювання».
2006 — січень 2008 — ведуча програми «Сьогодні вранці» (НТВ). 
27 серпня 2007 народила дочку Поліну. При пологах був присутній фактичний чоловік Максим.

## Санкції
Борисова неодноразово порушувала закон України, незаконно відвідуючи тимчасово окуповану Росією територію Криму. Після цього приїжджала до Києва на зйомки в російській телепрограмі, знімалась у ролі наставниці в реаліті-шоу «Пацанки» (4-й сезон).
2019 року Борисовій заборонили в'їзд до України терміном на три роки за порушення законів України.
2 лютого 2023 року додана до санкційного списку Канади.
6 січня 2023 року додана до санкційного списку України.

## Сім'я
- Олександр Борисов — батько, служив у міліції.
- Катерина Іванівна Борисова — мати, працювала медсестрою.
- Ксенія (до шлюбу Борисова) — молодша на три роки сестра — стюардеса.
- Максим Аксьонов — колишній цивільний чоловік
- Поліна — дочка
- 1-я Подруга — Гомес Інна Олександрівна (нар. 2 січня 1970) — російська кіноакторка та модель.
- 2-я Подруга — Медведєва Ірина Олександрівна (нар. 14 серпня 1982) — російська акторка білоруського походження.